# Michael Schumacher Private Collection

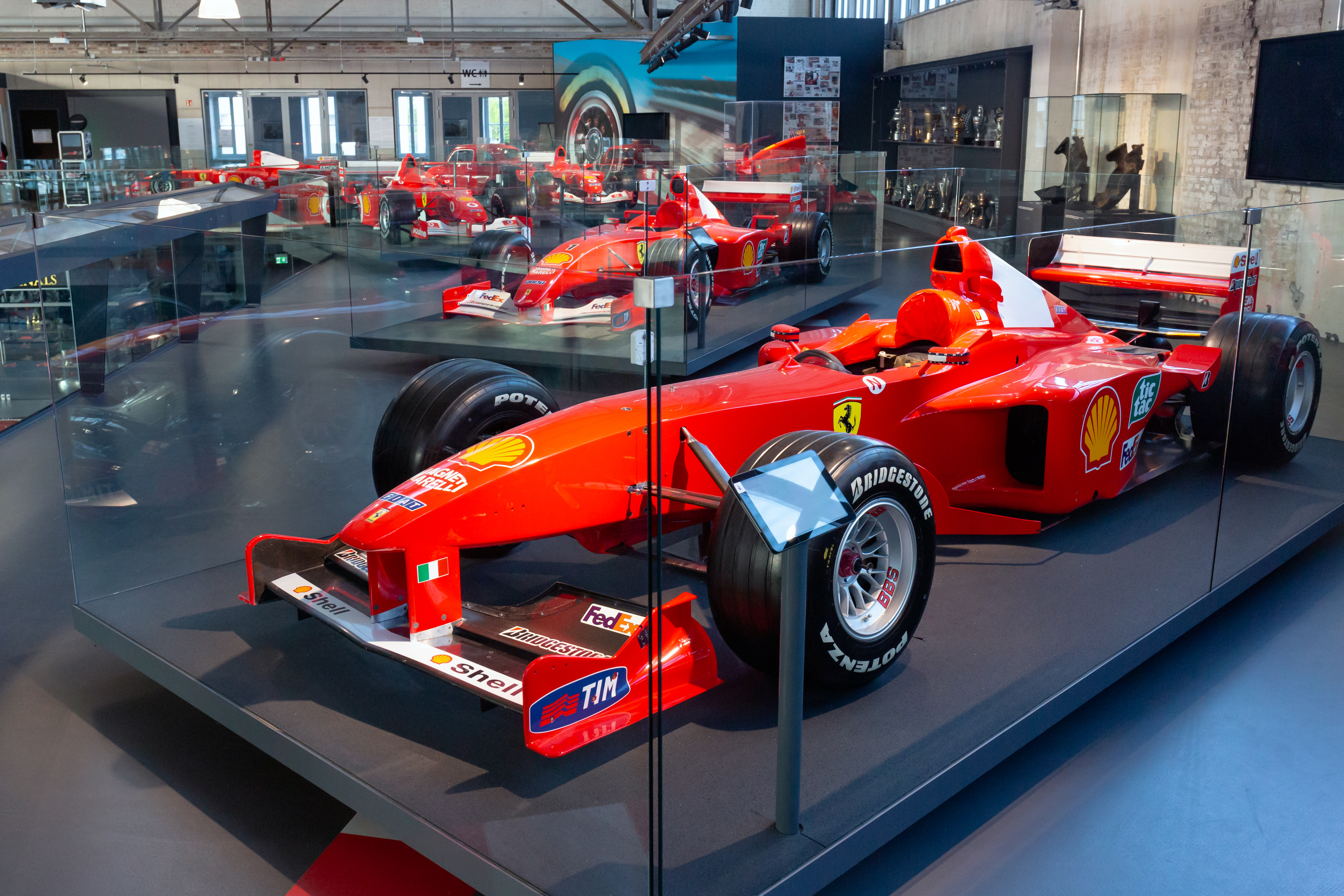
Michael Schumacher Private Collection in der Motorworld Köln

Die Michael Schumacher Private Collection ist eine Dauerausstellung in der Motorworld Köln. Sie wurde am 15. Juni 2018 eröffnet. Die ausgestellten Objekte stammen aus der privaten Sammlung des früheren Autorennfahrers und siebenmaligen Formel-1-Weltmeisters Michael Schumacher. Zu sehen sind Karts seiner Anfangszeit, Sportwagen, Pokale, private Erinnerungsstücke und einige seiner Formel-1-Rennwagen.

## Exponate

### Formel-1-Autos
- Jordan 191 aus der Saison 1991
- Benetton B191B aus der Saison 1992
- Benetton B194 aus der Saison 1994
- Benetton B195 aus der Saison 1995
- Ferrari F310 aus der Saison 1996
- Ferrari F300 aus der Saison 1998
- Ferrari F399 aus der Saison 1999
- Ferrari F1-2000 aus der Saison 2000
- Ferrari F2001 aus der Saison 2001
- Ferrari F2002 aus der Saison 2002
- Ferrari F2003-GA aus der Saison 2003
- Ferrari F2004 aus der Saison 2004
- Mercedes GPW01 aus der Saison 2010

Zudem kann ein digitales Modell des Ferrari 248 F1 aus der Saison 2006 begutachtet werden.

### Sonstiges
Weitere Exponate sind ein Kart, ein Formel-3-Wagen, ein Formel-Ford-Auto und ein Fiat 500, den ihm einst Ferrari geschenkt hatte. Zu sehen sind auch mehr als 20 Original-Helme, Rennoveralls und über 40 Original-Trophäen.

## Galerie

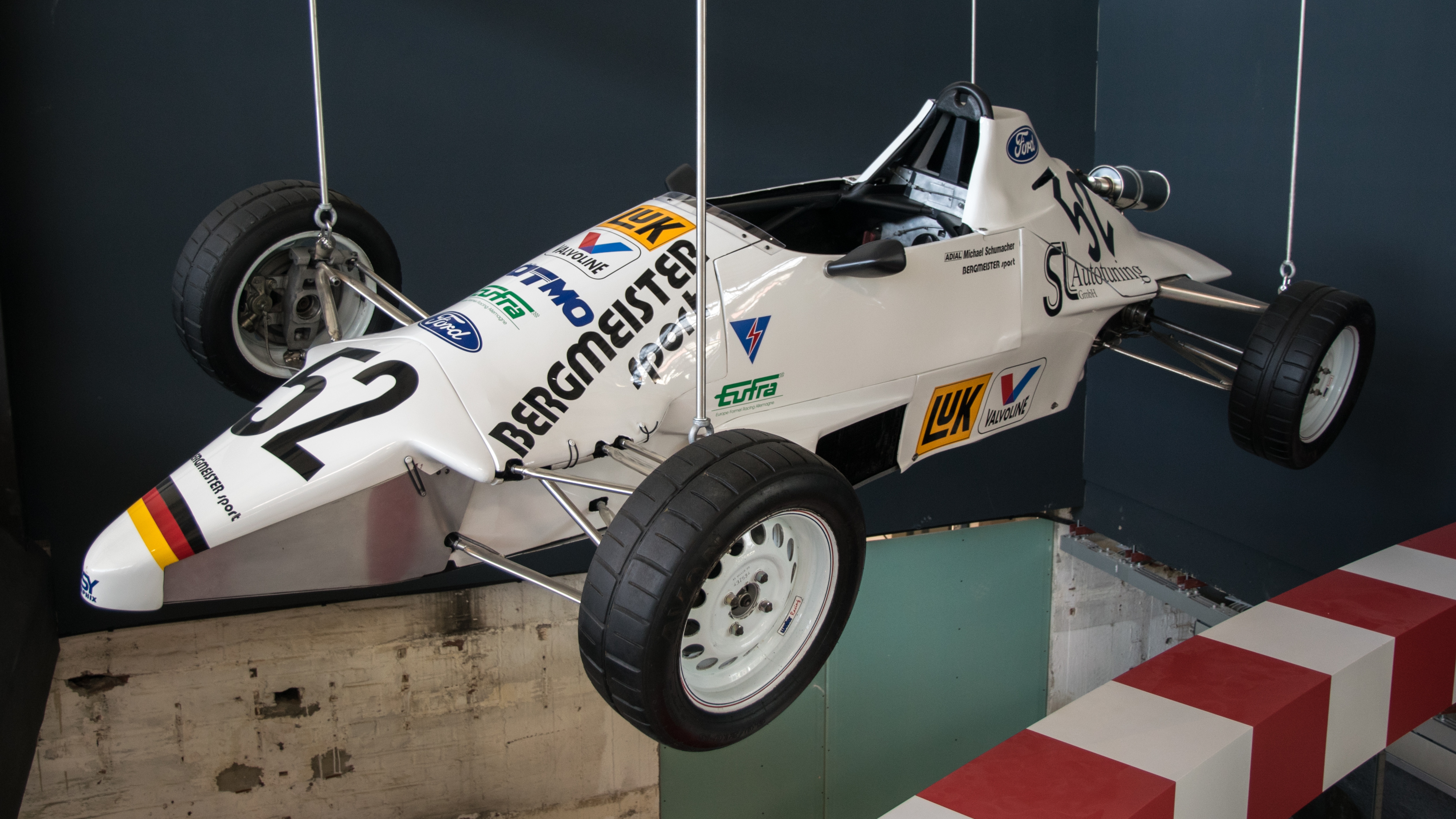
Van Diemen RF88 (1988)
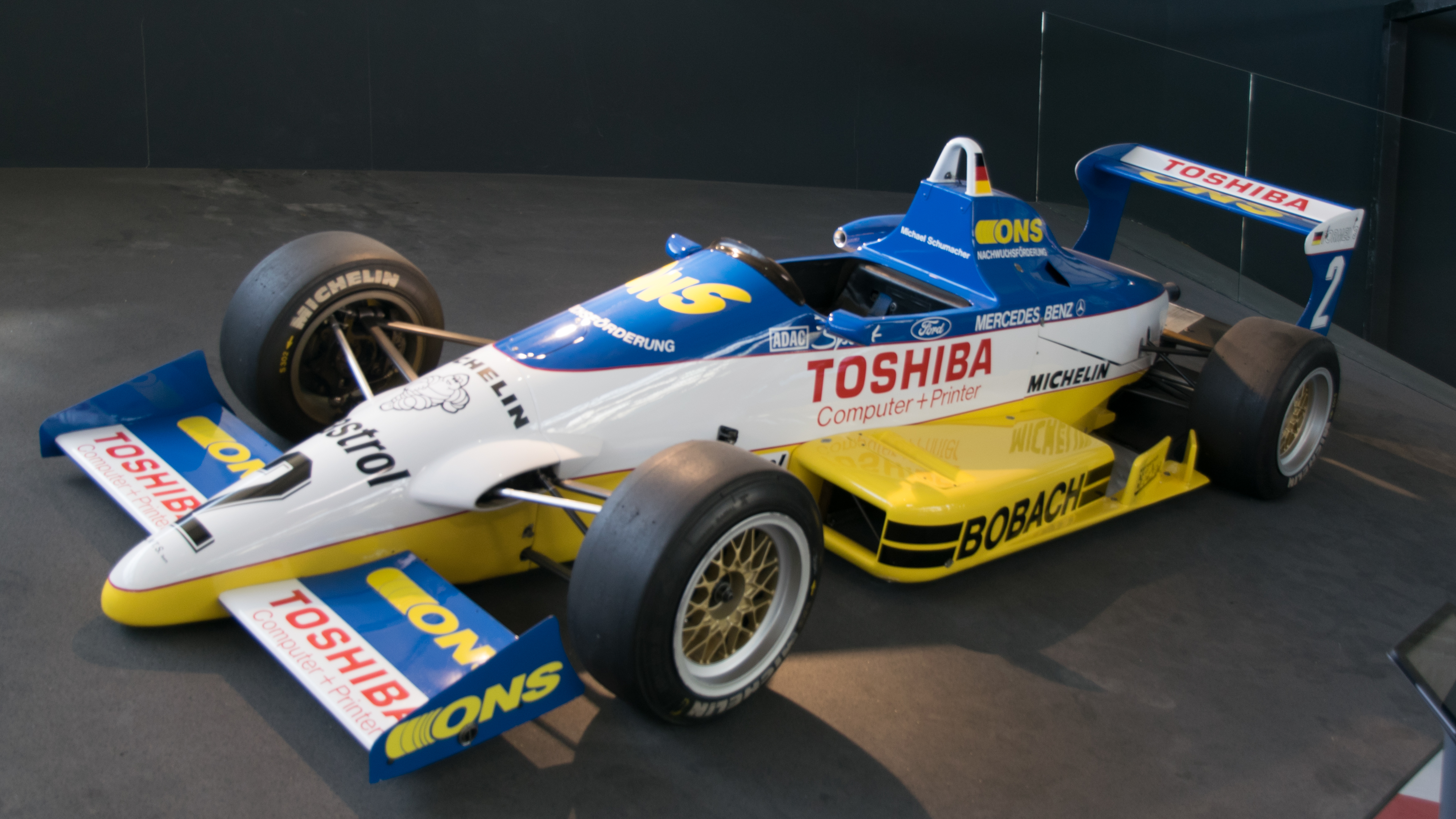
Reynard 893 (1989)
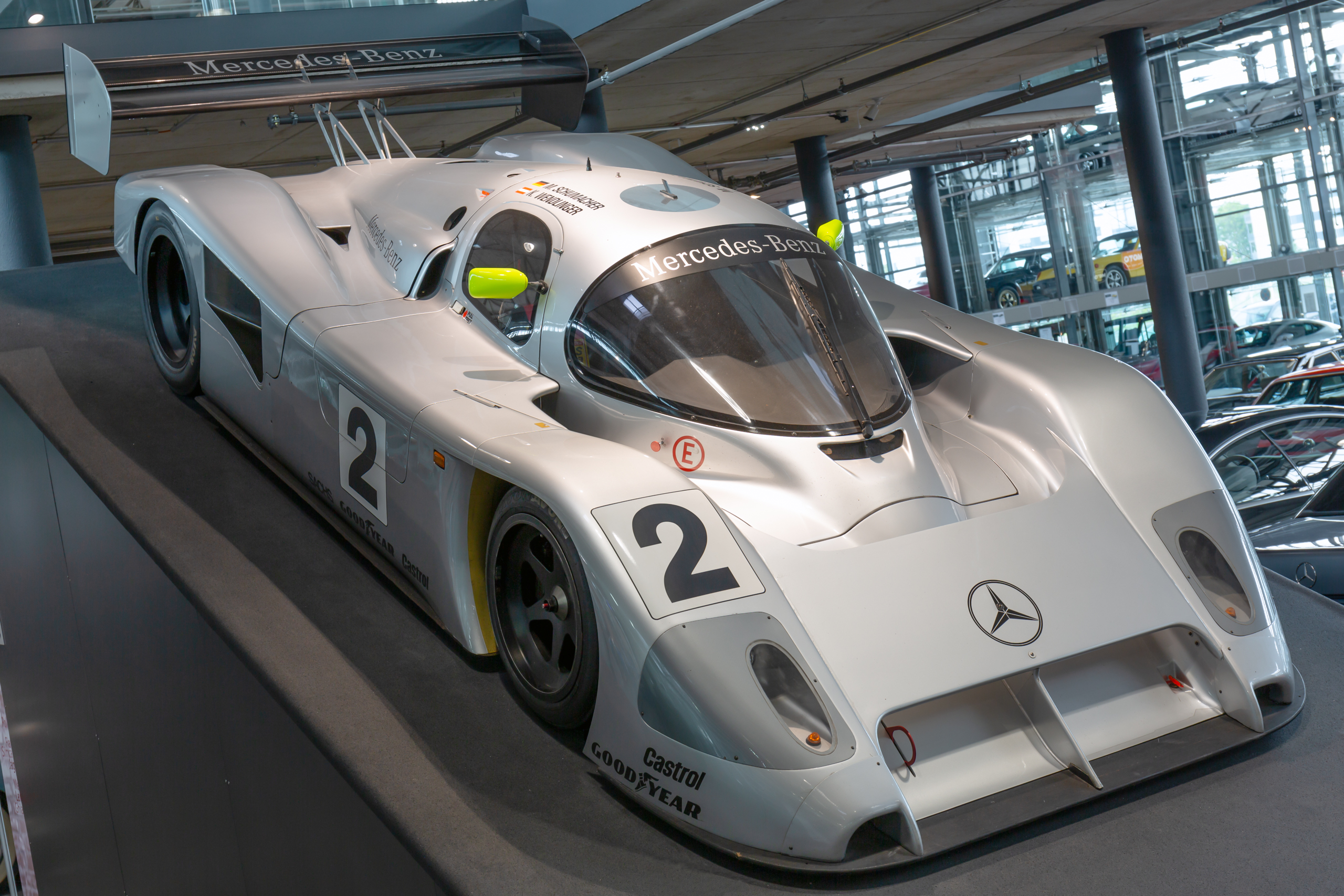
Mercedes-Benz C291 (1991)
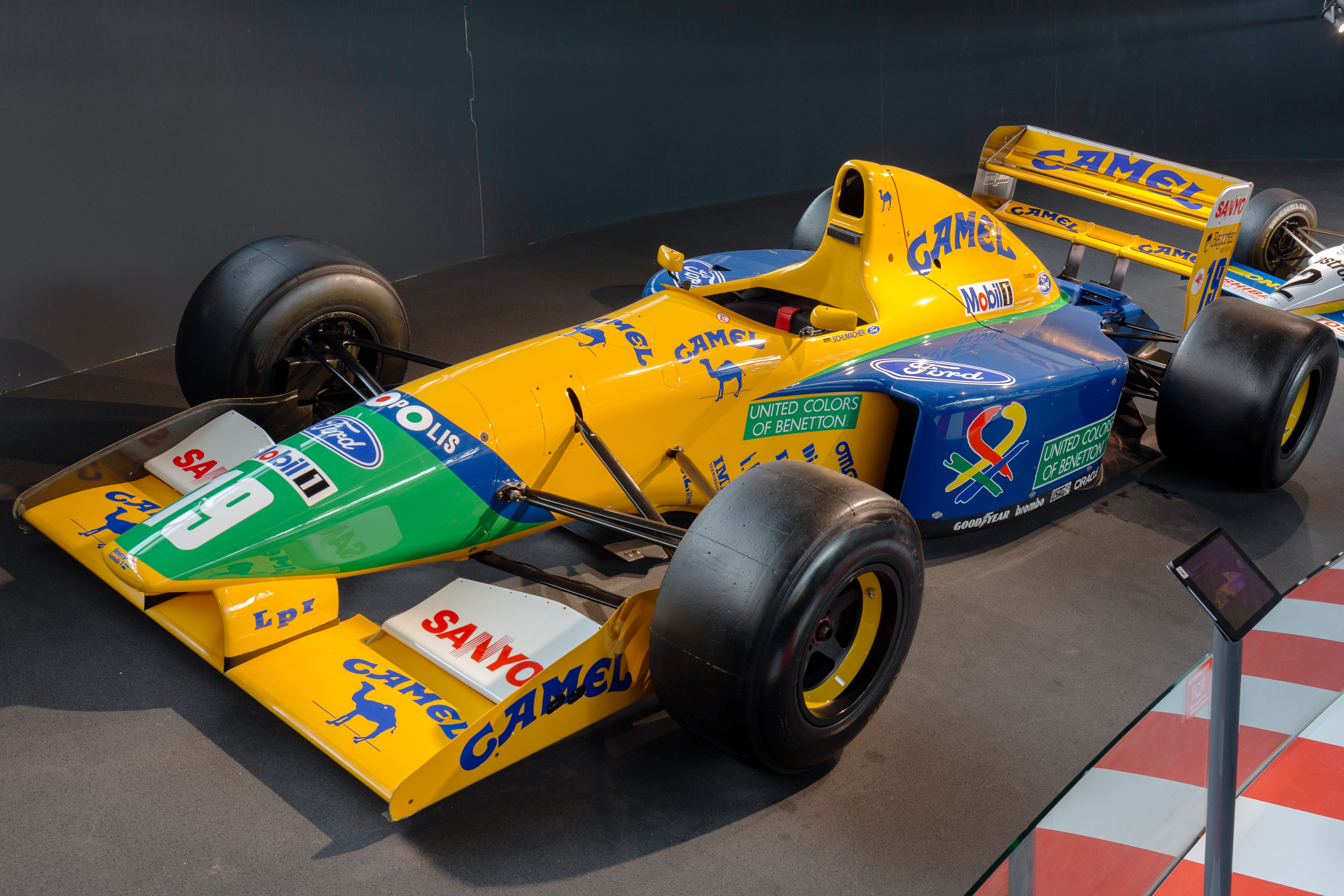
Benetton B191B (1991)
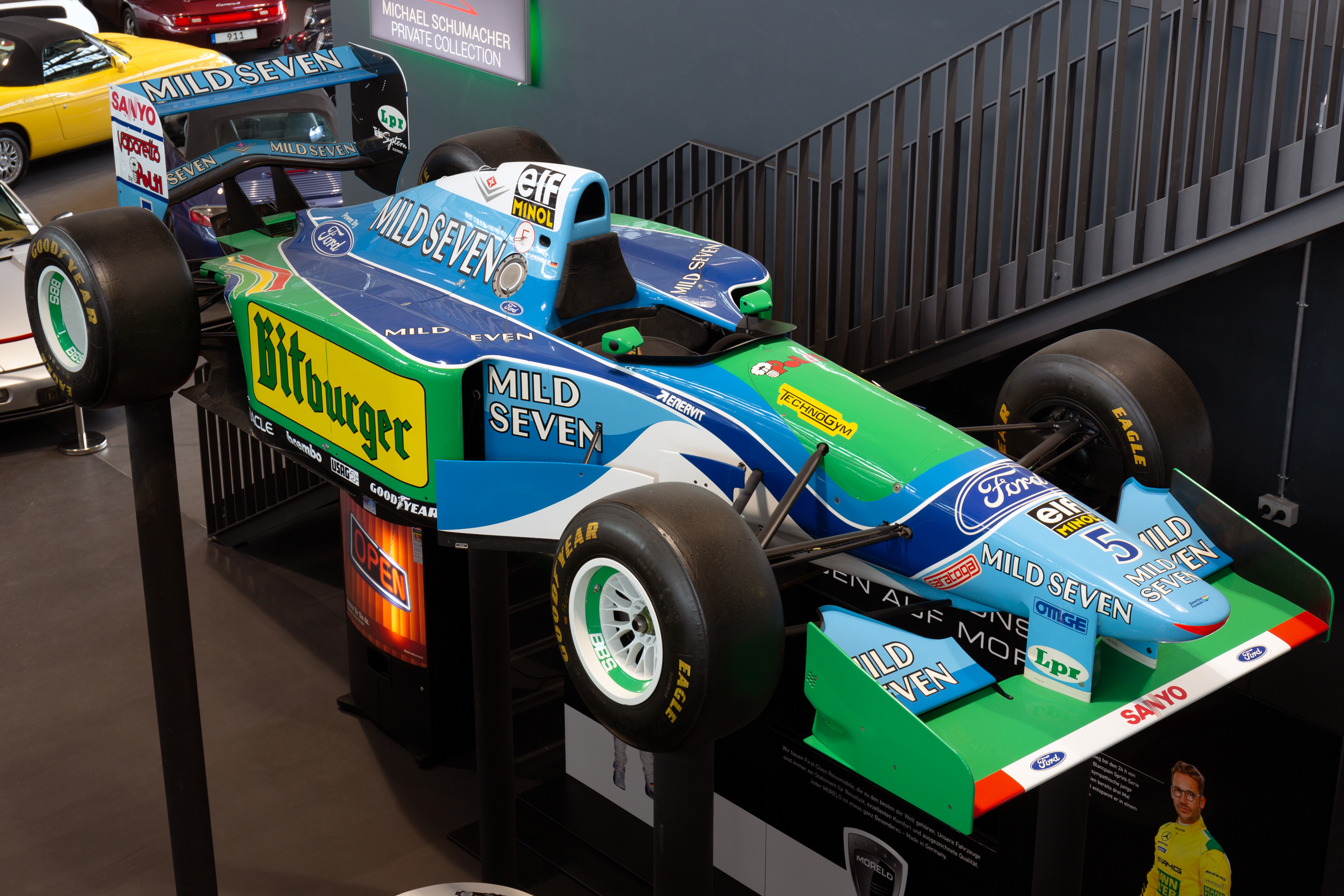
Benetton B194 (1994)
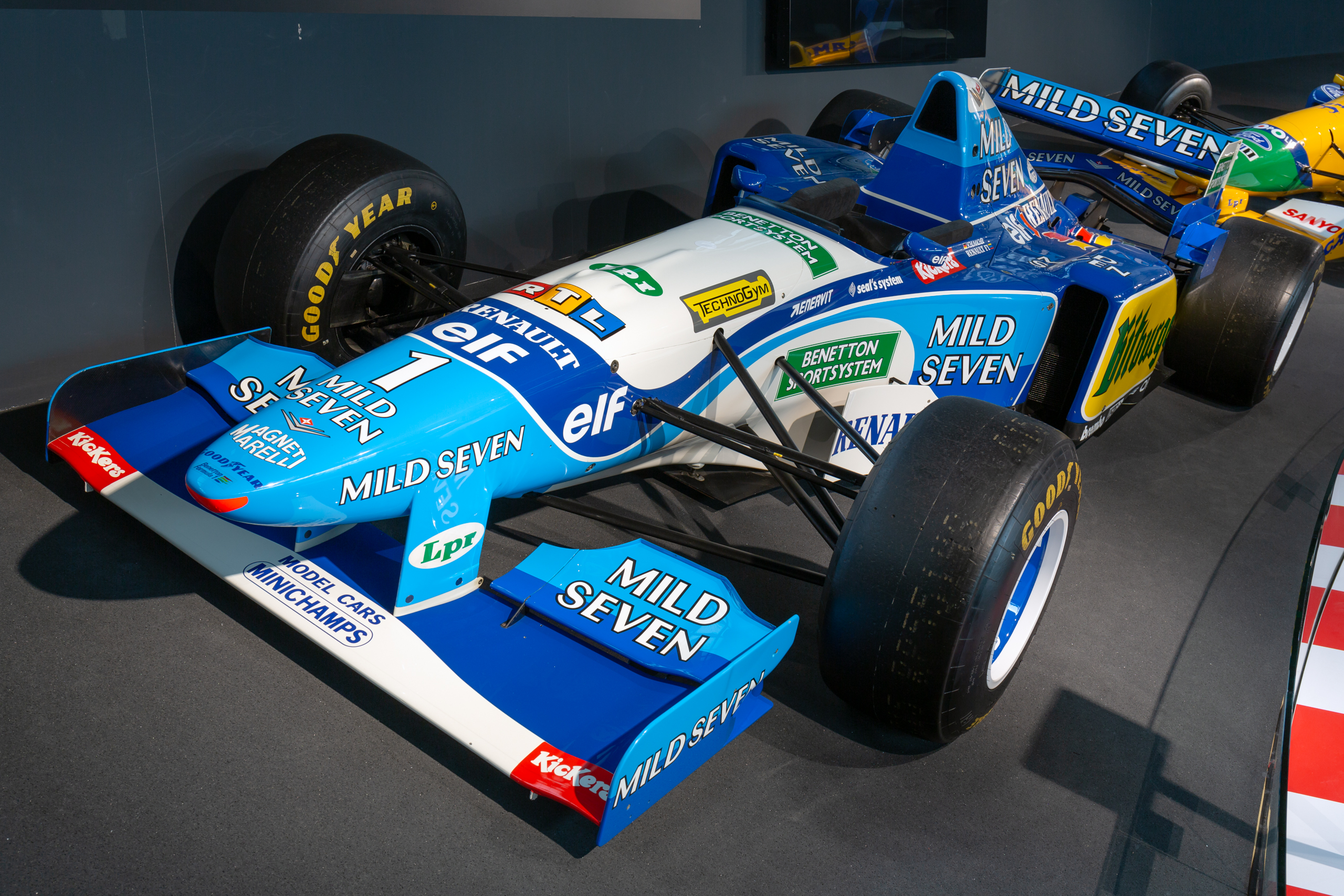
Benetton B195 (1995)
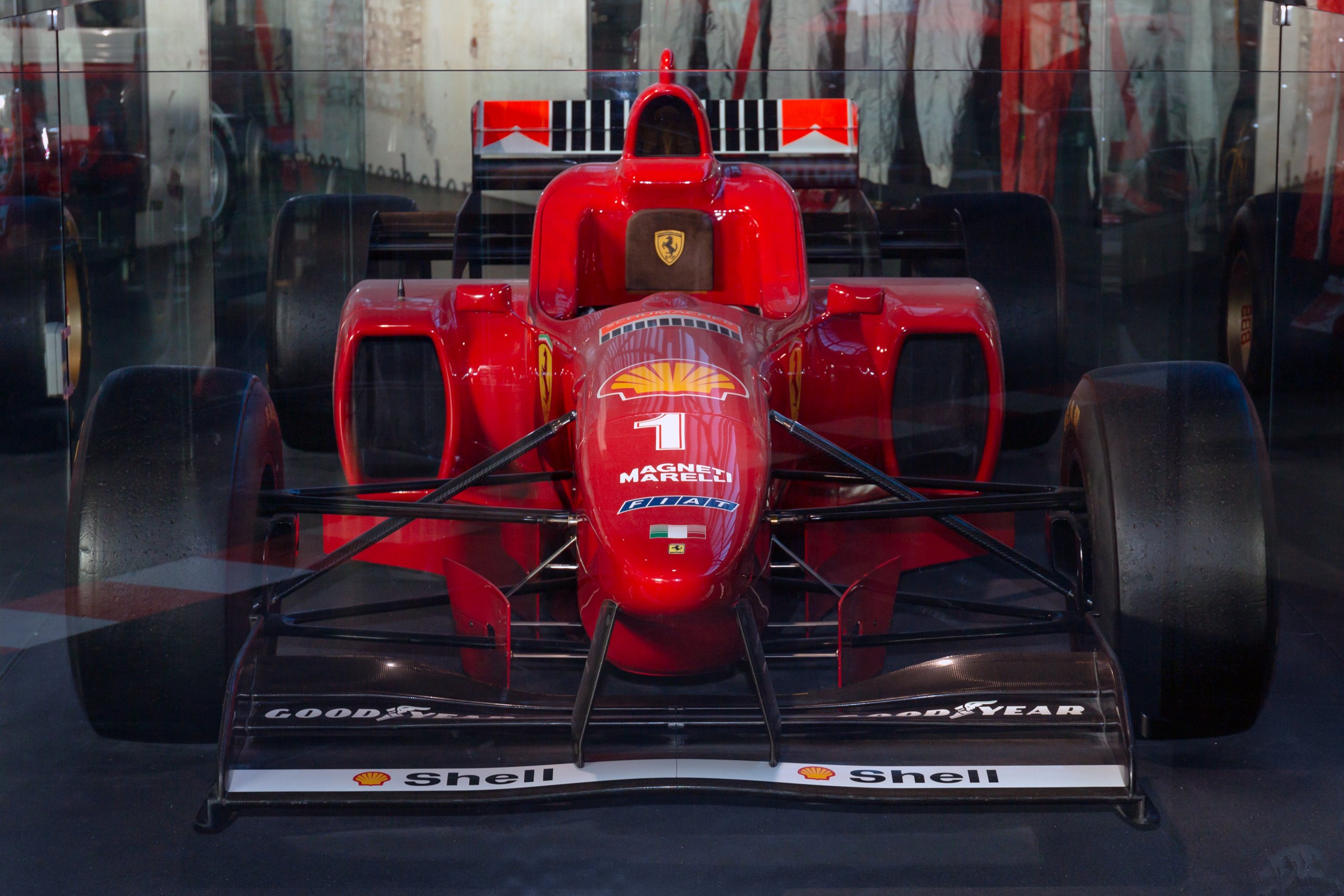
Ferrari F310 (1996)
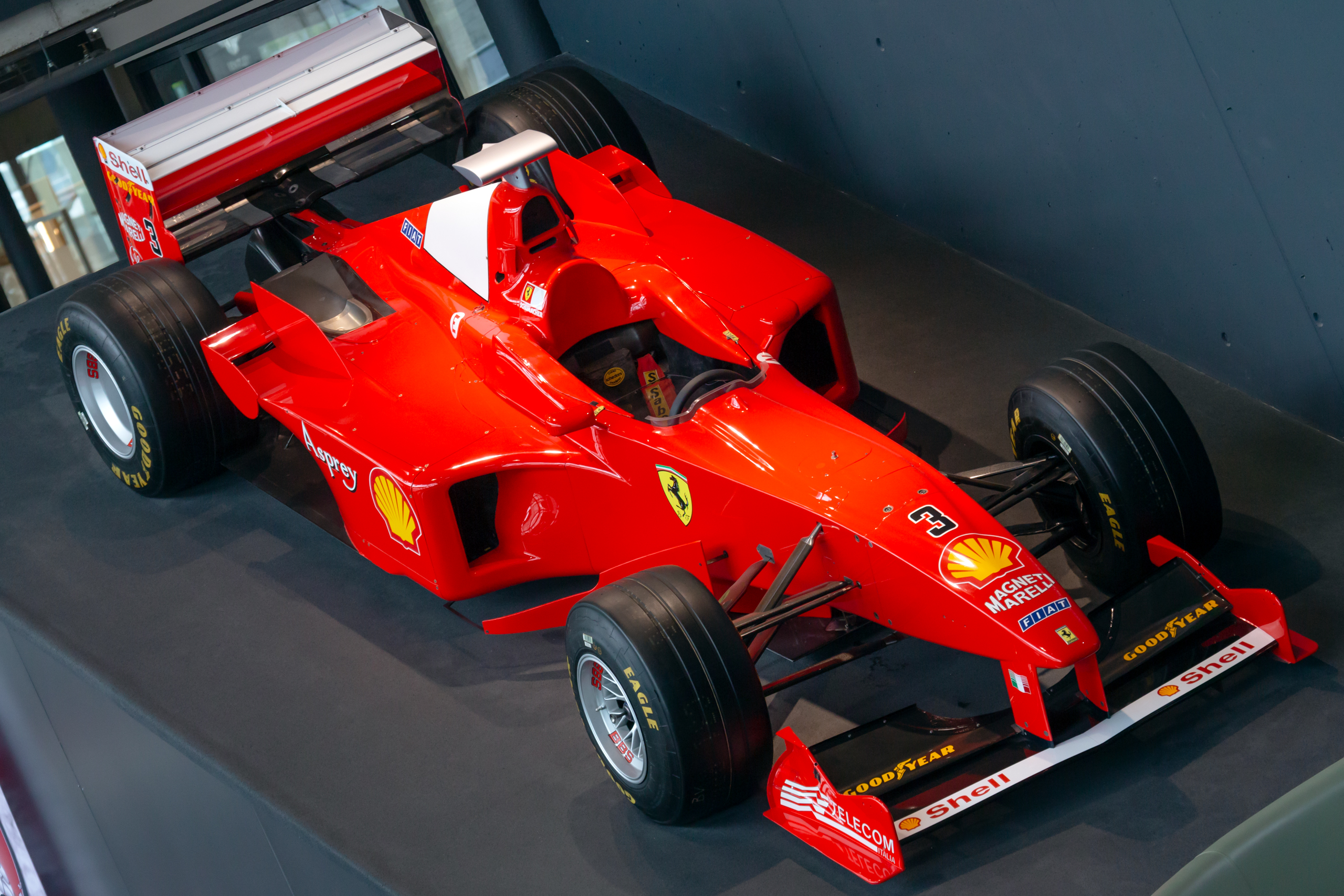
Ferrari F300 (1998)
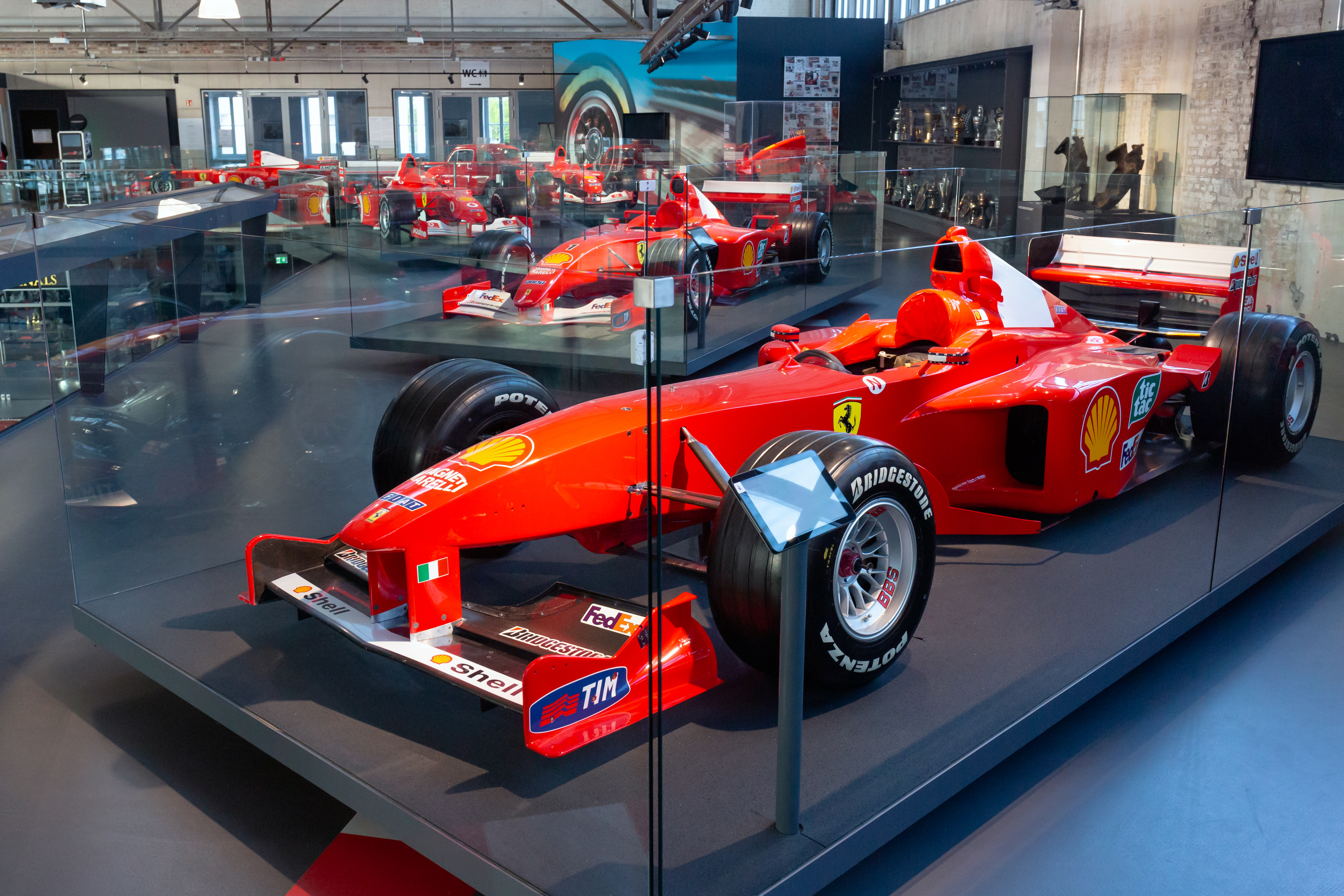
Ferrari F399 (1999)
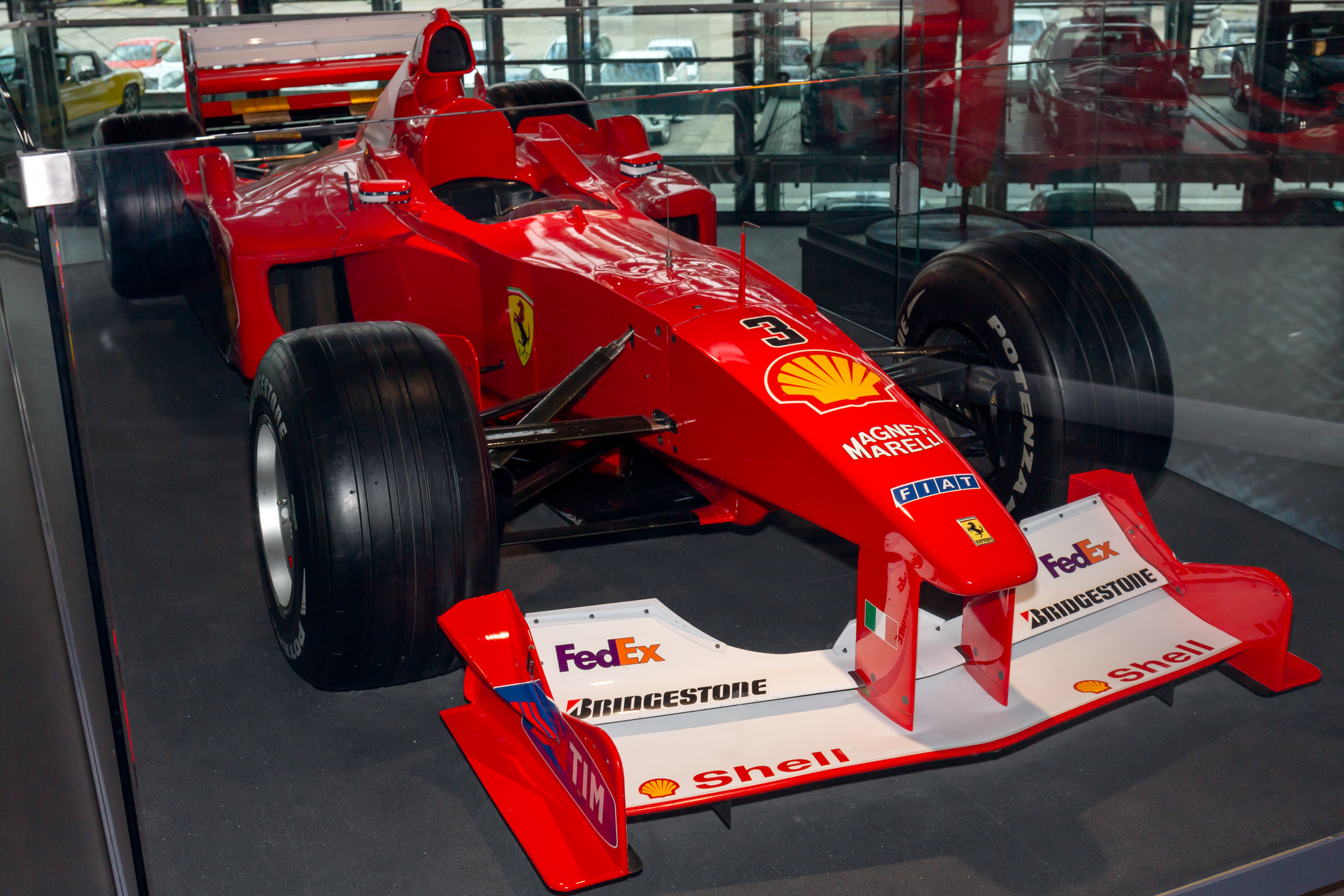
Ferrari F1-2000 (2000)
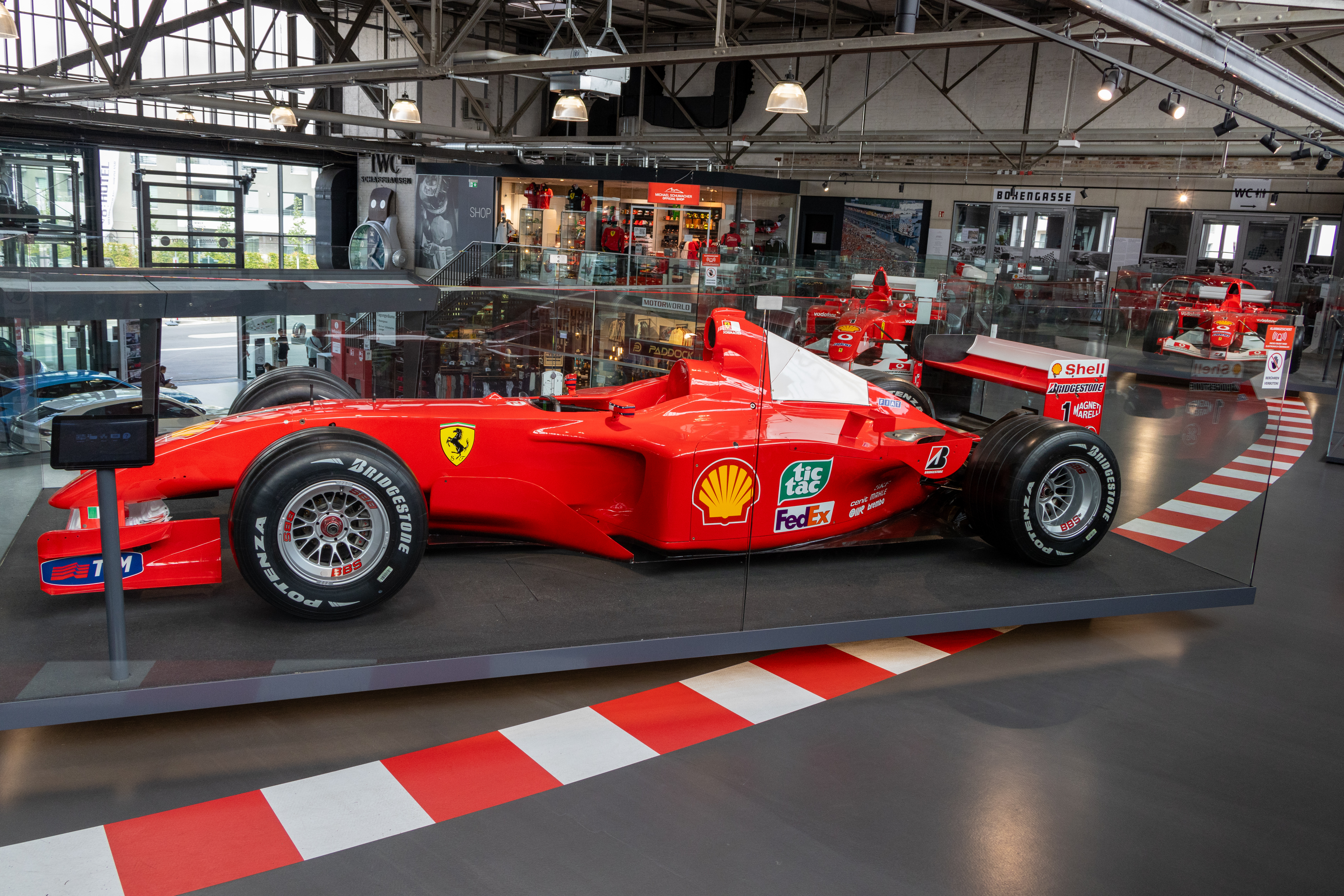
Ferrari F2001 (2001)
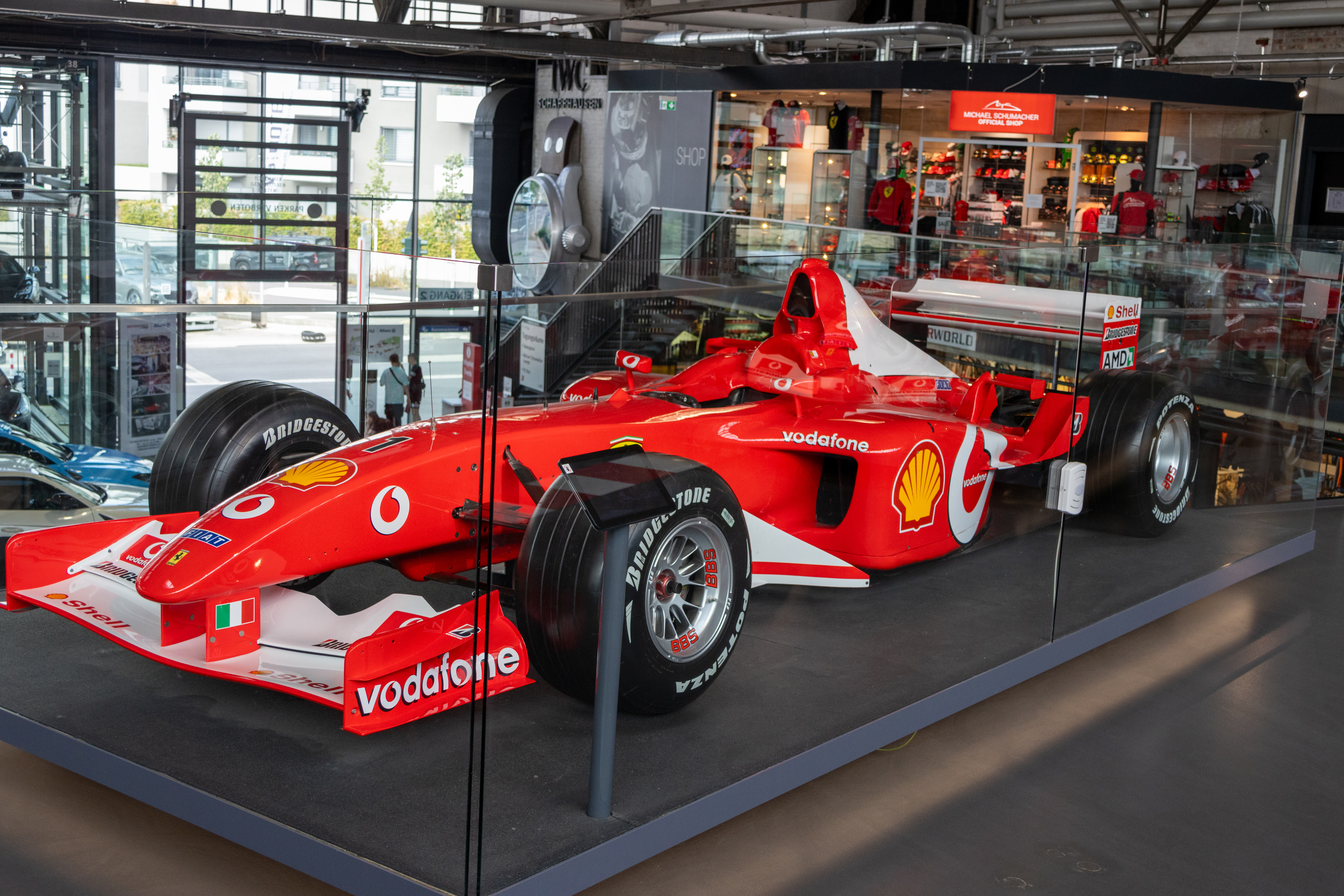
Ferrari F2002 (2002)
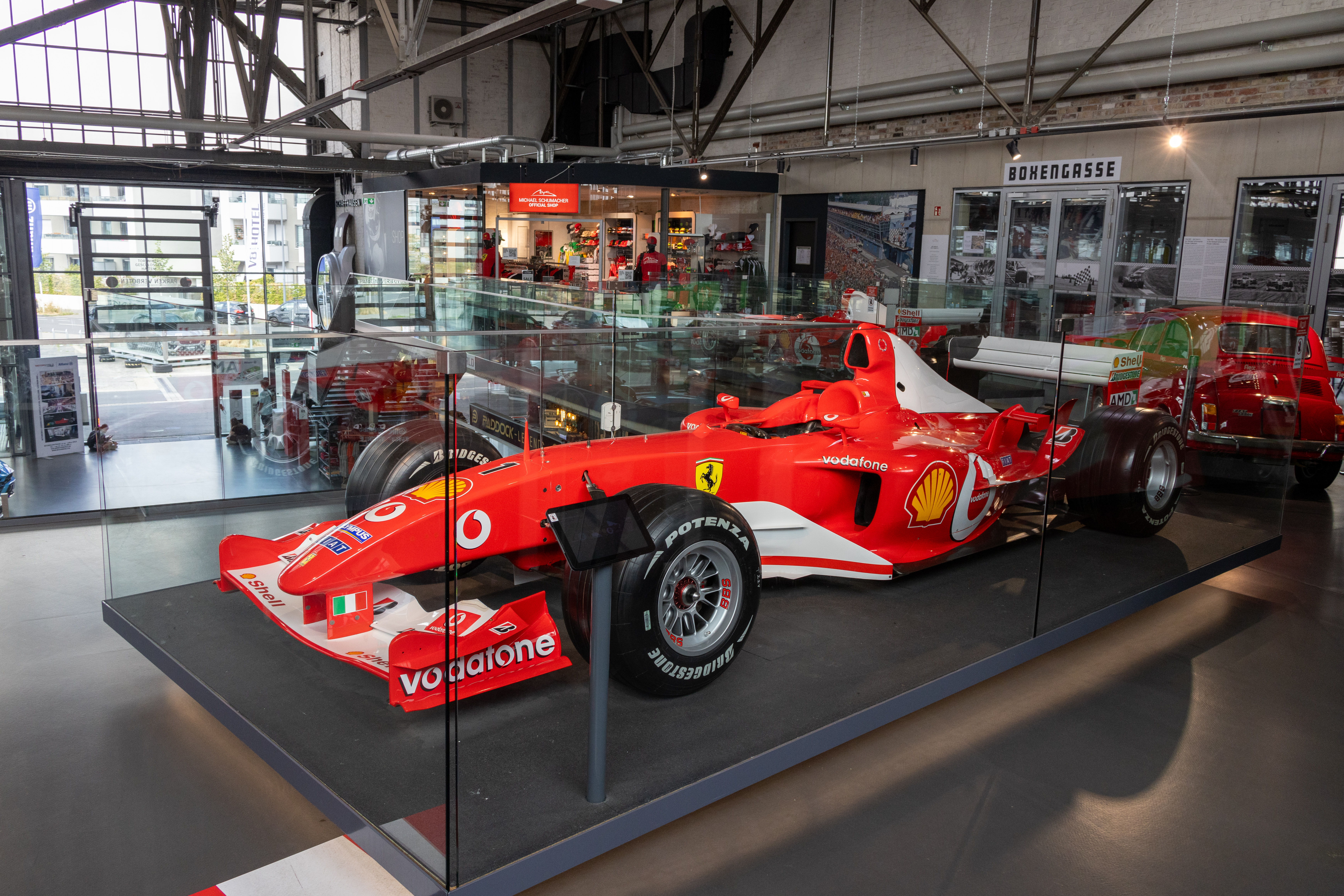
Ferrari F2003-GA (2003)